# حسین رحال
حسین رحال (عربی: حسين رحّال؛ زادهٔ ۱ ژانویهٔ ۱۹۸۸) یک ورزشکار اهل سوریه است.
از باشگاه‌هایی که در آن بازی کرده‌است می‌توان به باشگاه فوتبال الکرامه سوریه و الجیش سوریه اشاره کرد.